# Karl Kleemann

Karl Kleemann

Karl August Kleemann (* 15. Juni 1904 in Kollweiler; † 6. Mai 1969 in Bad Dürkheim) war ein deutscher Politiker (NSDAP).

## Leben
Der Sohn eines Mühlenbauers wurde nach dem Besuch der Volksschule in Kollweiler an der Präparandenschule in Kusel und am Lehrerseminar Kaiserslautern zum Lehrer ausgebildet. Kleemann arbeitete von 1928 bis 1932 als Hilfslehrer in Alsheim-Gronau und Steinweiler. Ab 1932 wurde er zum Lehrer zunächst in Steinweiler, dann ab 1934 in Landau in der Pfalz ernannt. 1937 wechselte er nach Ludwigshafen am Rhein, wo er 1939 zum Hauptlehrer ernannt wurde. Dabei war er ab 1931 hauptamtlich für die NSDAP tätig. Kleemann war seit 1930 mit Herta Frieda Katharina Beck (* 1908; † 29. November 1995 Bad Dürkheim) verheiratet; die Ehe blieb kinderlos.
Am 17. April 1926 gründete Kleemann die NSDAP-Ortsgruppe in Kollweiler, deren Ortsgruppenführer und Kassenleiter er wurde. Regulär trat er zum 12. August 1926 in die NSDAP ein (Mitgliedsnummer 42.316). Anfang 1928 war er Bezirksleiter in Kirchheimbolanden, dann ab 1. Oktober 1928 bis 1930 Ortsgruppenleiter in Alsheim-Gronau. Anfang der 1930er Jahre gründete Kleemann als einer der umtriebigsten Parteiaktivisten insgesamt acht Ortsgruppen in Assenheim, Friedelsheim, Deidesheim, Wachenheim an der Weinstraße, Leistadt, Weisenheim am Berg, Erpolzheim und Ellerstadt. Gleichzeitig war er Gauredner und Bezirksleiter von Bad Dürkheim. Ab dem 16. April 1931 bis zum 14. August 1935 war er Bezirks- und Kreisleiter von Landau. Ebenfalls war er kurze Zeit Kreisleiter von Bergzabern und Germersheim. Ab dem 1. Februar 1936 war er Kreisleiter von Ludwigshafen. 1936 wurde er ehrenhalber Mitglied der SA und wurde später zum Obersturmbannführer ernannt. Von März 1936 bis zum Ende der NS-Herrschaft war Kleemann Abgeordneter im nationalsozialistischen Reichstag, in dem er den Wahlkreis 27 (Rheinpfalz-Saar) vertrat. Zudem war er Mitglied des Deutschen Gemeindetags.
Nach dem „Anschluss“ Österreichs war Kleemann von März 1938 bis März 1940 Beauftragter der NSDAP für die Stadt Wien beim Reichskommissariat für die Wiedervereinigung Österreichs mit dem Deutschen Reich. Nach der Besetzung Frankreichs 1940 wurde er D.V.G.- und ab 1943 auch NSDAP-Kreisleiter des Stadtkreises Metz und war von Oktober 1940 bis November 1944 Oberbürgermeister der Stadt.
Im Januar 1941 meldete sich Kleemann zur Wehrmacht, wo er an der Ostfront eingesetzt wurde. Im Mai 1943 wurde er als Leutnant der Reserve einer Panzer-Nachrichteneinheit entlassen. In der Endphase des Zweiten Weltkrieges war Kleemann Gaustabsamtsleiter des Gaus Westmark.
Im Frühjahr 1945 floh er vor der drohenden Besetzung, stellte sich aber letztlich und wurde vom 12. Juni 1946 bis zum 18. März 1948 in Landau interniert. Anschließend ließ er sich in Friedelsheim nieder, wo er bis 1950 als Landarbeiter, dann als Handelsvertreter bis zu seiner Pensionierung 1968 tätig war. Im Entnazifizierungsverfahren wurde er 1950 als Minderbelasteter eingestuft.
Er starb 1969 in Bad Dürkheim.